# 永康区

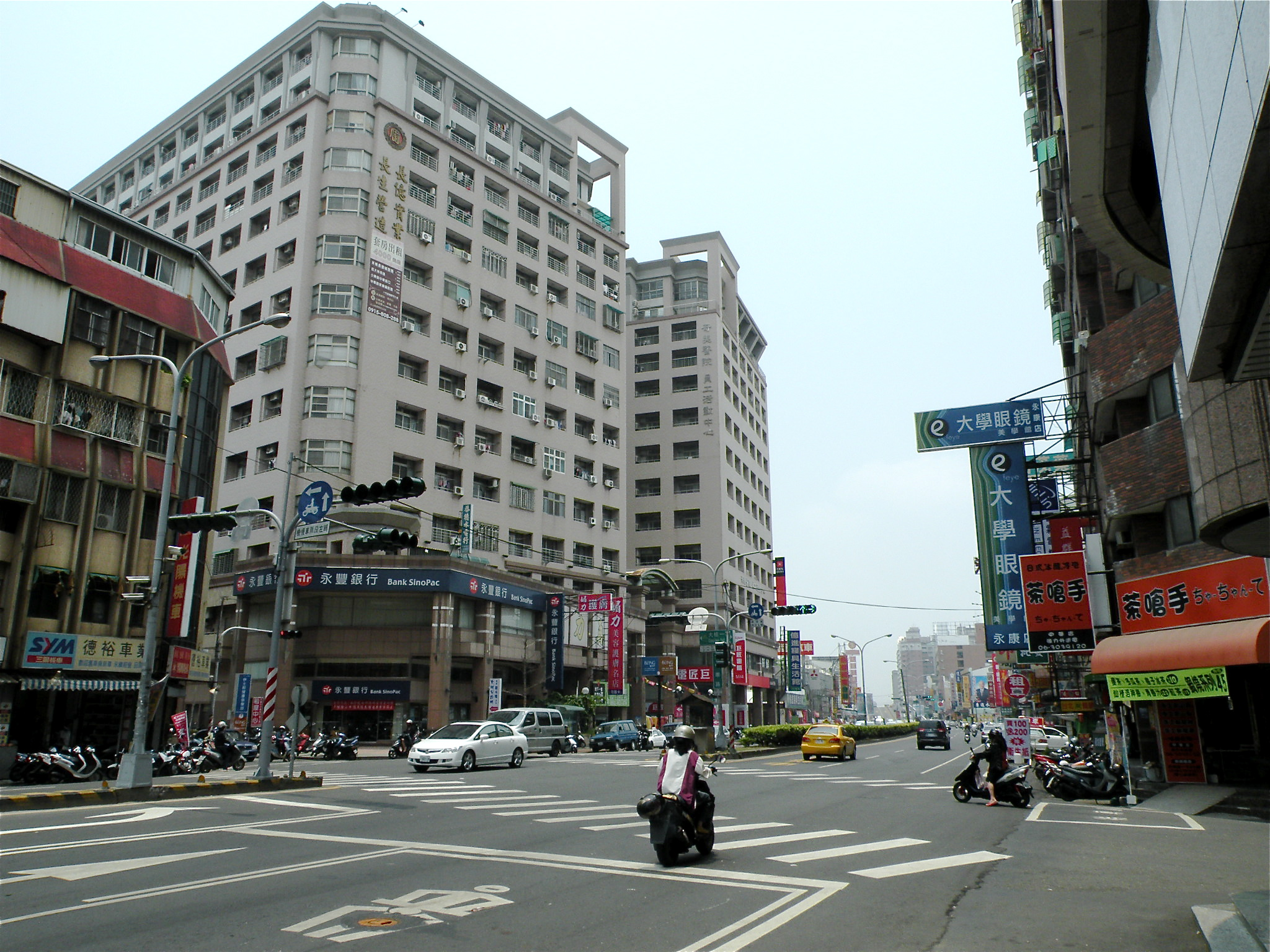
永豊銀行永康支店付近の中華路

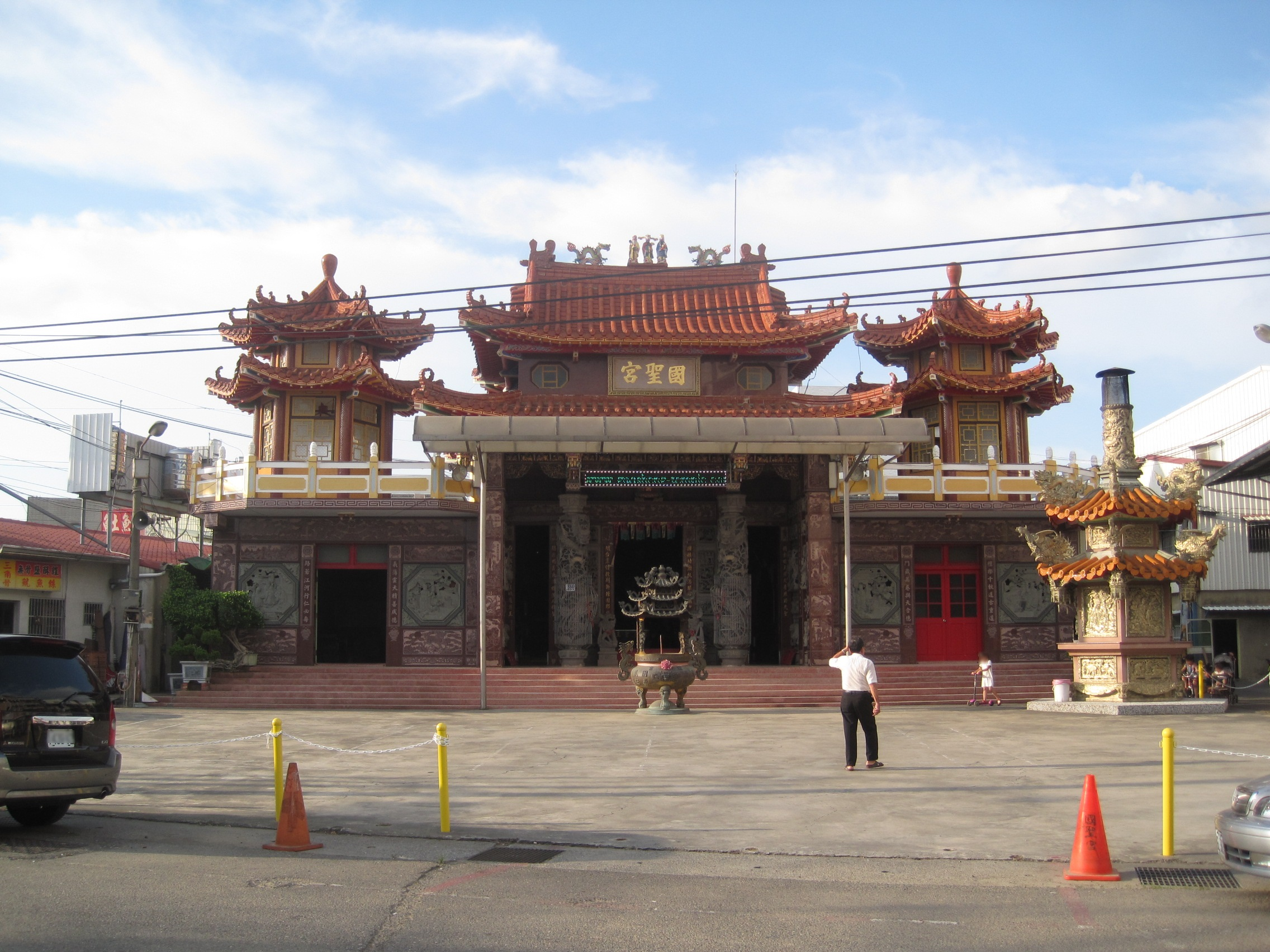
大湾国聖宮

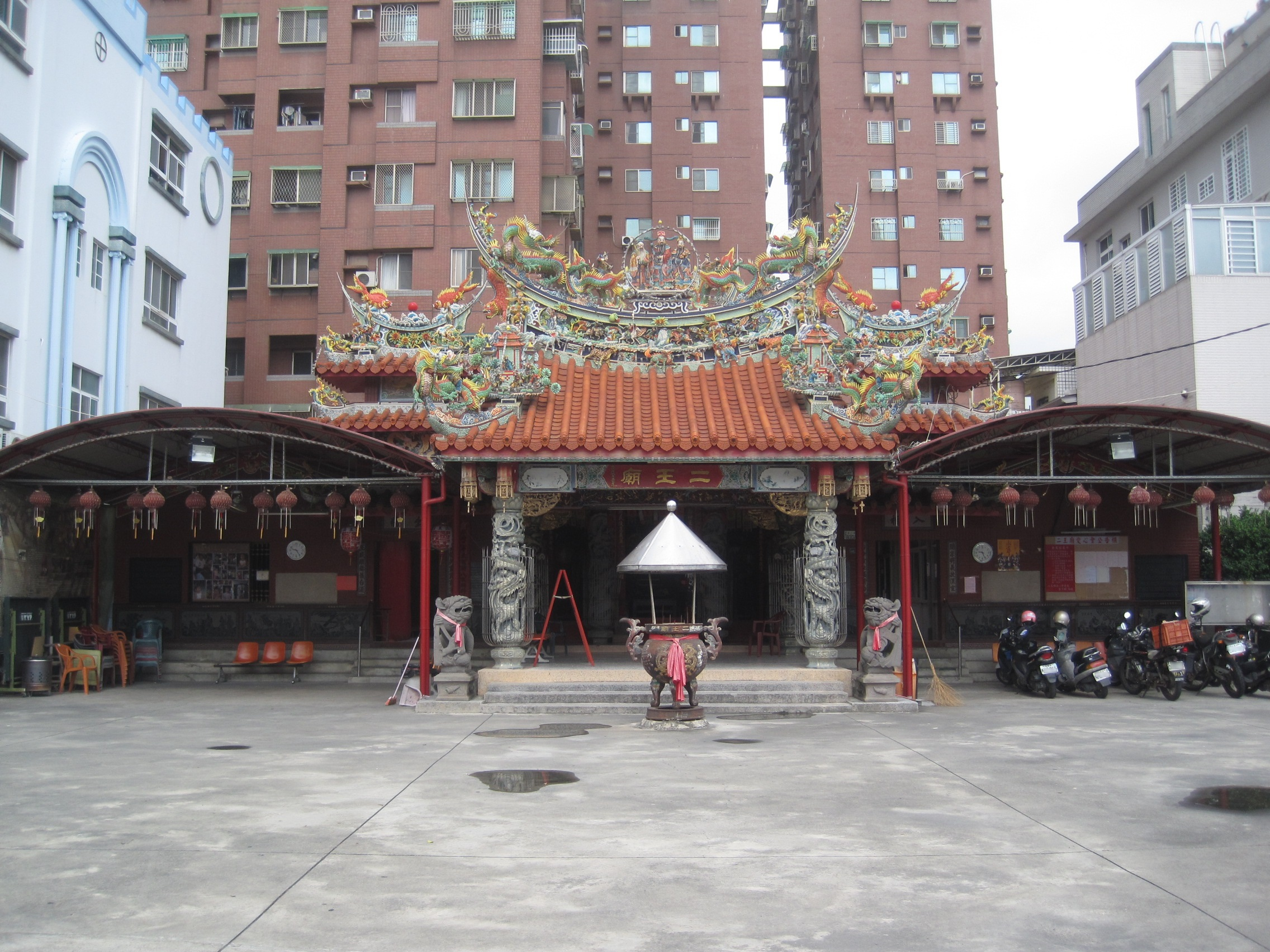
二王廟

永康区（ヨンカン/えいこう-く）は台南市の市轄区。

## 歴史
永康は明末の鄭氏政権時代に漢人が新港渓（現在の塩水渓）沿いに入植するための拠点として開発された。漢人は新港渓を遡上し、南岸に集落を築き開墾に着手し、郡城（現在の台南市）から北部への交通の要衝として繁栄した。当時の永康は「埔羌頭」と称されたが、これは明末清初にかけて戦国時代の日本で需要の高まった武具へ使用する鹿皮の主要供給地とし、漢人は米や塩などの物資を平埔族と鹿皮と交換し日本に輸出し、鹿肉は干肉と加工され大陸に輸出されていたことに由来する。閩南語では「埔」は平地を意味し、「羌」は小鹿の一種を、「頭」は海辺の岬を意味し、「埔羌頭」とは鹿野多い海沿いの平地という意味である。
鄭氏政権による台湾統治が始まると、承天府安平鎮が設けられ、安平鎮は付近の24里を管轄した。当時の「埔羌頭」の正式な名称は「永康里」とされている。清代の1683年（康熙23年）になると永康は台湾府に属した。
1895年以降の日本統治時代、永康には「埔羌頭庄」が設置されて台南州台南弁務署に属した。その後は「永康上中里」、「永内区庄」、「永康庄」と改名が続き、台湾の中華民国への編入後に「永康庄」を「永康郷」と改めて15村を管轄するようになった。その後は台南市の衛星都市として人口の急激な増加により、1982年に下部行政区域を29村に改めた。1993年には人口が15万人を超え、県轄市に昇格、39里を管轄した。2010年12月25日に台南県が台南市に編入されたことに伴い永康区となり、現在に至る。

## 行政区域
| 地区 | 里 |
| ---- | --- |
| 網寮 | 中興里、二王里、網寮里、復興里、復華里、復国里、勝利里、神洲里、建国里、成功里、光復里、六合里、五王里、三合里、中華里 |
| 永康 | 大橋里、東橋里、西橋里、安康里、永康里、正強里、烏竹里、埔園里、龍埔里、龍潭里、永明里                                 |
| 長興 | 南湾里、東湾里、北湾里、北興里、大湾里、西湾里、崑山里                                                                 |
| 広儲 | 新樹里、王行里、西勢里                                                                                                 |
| 武定 | 三民里、塩洲里、塩行里、塩興里、蔦松里、尚頂里、甲頂里                                                                 |

## 歴代区長
| 代 | 氏名 | 退任日 |
| -- | ---- | ------ |

## 教育

### 大学
- 南台科技大学
- 崑山科技大学
- 台南応用科技大学

### 高等学校
- 国立台南大学附属中学
- 台南市立大湾高級中学
- 台南市立永仁高級中学

### 実業高等学校
- 国立成功大学附属台南工業高等学校（元国立台南高級工業職業学校）

### 中学校
- 台南市立永康国民中学
- 台南市立大橋国民中学
- 台南市立大湾高中附国中部
- 台南市立永仁高中附属国中部

### 小学校
| - 台南市永康区永康国民小学 - 台南市永康区大湾国民小学 - 台南市永康区三村国民小学 - 台南市永康区西勢国民小学 | - 台南市永康区龍潭国民小学 - 台南市永康区復興国民小学 - 台南市永康区崑山国民小学 - 台南市永康区大橋国民小学 | - 台南市永康区五王国民小学 - 台南市永康区勝利国民小学 - 台南市永康区永信国民小学 |

## 交通
| 種別     | 路線名称    | その他                  |
| -------- | ----------- | ----------------------- |
| 鉄道     | 縦貫線      | 永康駅 大橋駅           |
| 高速道路 | 高速道路1号 | 永康IC 大湾IC（計画中） |
| 省道     | 台1線       |                         |
| 省道     | 台19線      |                         |
| 省道     | 台20線      |                         |

## 観光

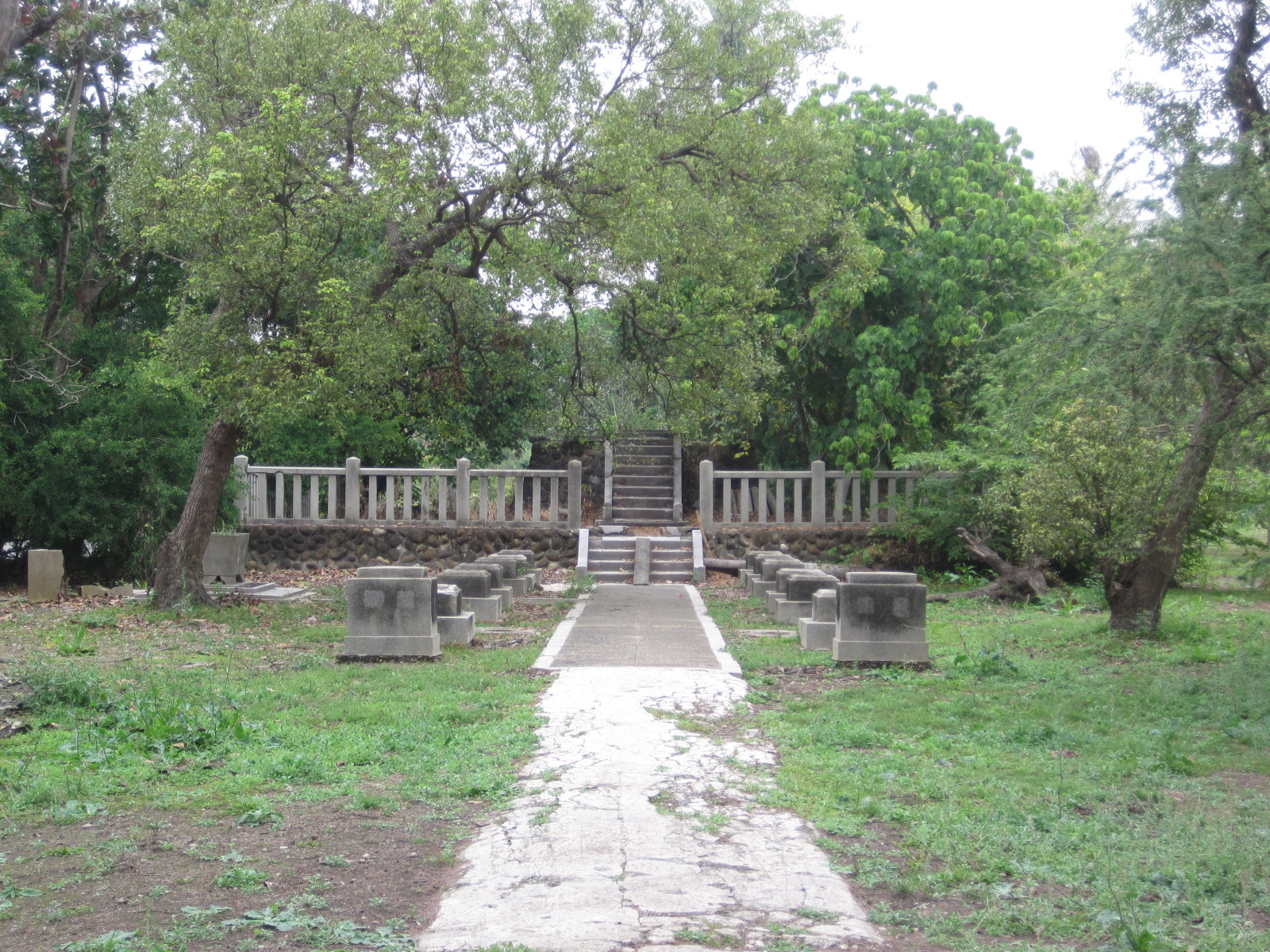
旧三崁店社遺跡

- 永康駅
- 永康公園
- 蔦松三老爺宮
- 鄭成功墓園
- 三崁店社
- 大湾広護宮
- 保生宮
- 塩行禹帝宮
- 塩行天后宮
- 台糖永康糖廠
- 旧台南農校日式宿舎
- 飛雁新村
- 鯽魚潭
- 崑山湖